# Instrumento financiero

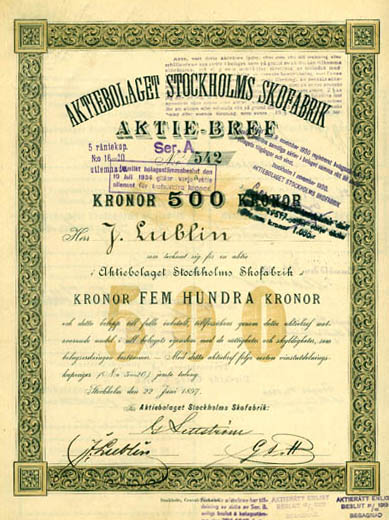
Una acción es un instrumento financiero.

Un instrumento financiero, según las NIIF,  es un contrato que da origen a un activo financiero en una empresa y un pasivo financiero o instrumento de patrimonio en otra.

## Definición en Plan General de Contabilidad de España
El Plan General de Contabilidad (España) en su segunda parte dedicada a las Normas de registro y valoración define un instrumento financiero, en consonancia con las Normas Internacionales de información financiera, como un contrato que da lugar a un activo financiero en una empresa y, simultáneamente, a un pasivo financiero o a un instrumento de patrimonio en otra empresa.
El plan establece que resulta de aplicación a los siguientes instrumentos financieros:
- Activos financieros: 
  - Efectivo y otros activos líquidos equivalentes, según se definen en la norma 9.ª de elaboración de las cuentas anuales.
  - Créditos por operaciones comerciales: clientes y deudores varios;
  - Créditos a terceros: tales como los préstamos y créditos financieros concedidos, incluidos los surgidos de la venta de activos no corrientes;
  - Valores representativos de deuda de otras empresas adquiridos: tales como las obligaciones, bonos y pagarés;
  - Instrumentos de patrimonio de otras empresas adquiridos: acciones, participaciones en instituciones de inversión colectiva y otros instrumentos de patrimonio
  - Derivados con valoración favorable para la empresa: entre ellos, futuros, opciones, permutas financieras y compraventa de moneda extranjera a plazo
  - Otros activos financieros: tales como depósitos en entidades de crédito, anticipos y créditos al personal, fianzas y depósitos constituidos, dividendos a cobrar y desembolsos exigidos sobre instrumentos de patrimonio propio.
- Pasivos financieros: 
  - Débitos por operaciones comerciales: proveedores y acreedores varios
  - Deudas con entidades de crédito;
  - Obligaciones y otros valores negociables emitidos: tales como bonos y pagarés;
  - Derivados con valoración desfavorable para la empresa: entre ellos, futuros, opciones, permutas financieras y compraventa de moneda extranjera a plazo
  - Deudas con características especiales, y
  - Otros pasivos financieros: deudas con terceros, tales como los préstamos y créditos financieros recibidos de personas o empresas que no sean entidades de crédito incluidos los surgidos en la compra de activos no corrientes, fianzas y depósitos recibidos y desembolsos exigidos por terceros sobre participaciones.
- Instrumentos de patrimonio propio: todos los instrumentos financieros que se incluyen dentro de los fondos propios, tal como las acciones ordinarias emitidas.

### Derivado financiero
Un derivado financiero es un instrumento financiero que cumple las características siguientes:
- Su valor cambia en respuesta a los cambios en variables tales como los tipos de interés, los precios de instrumentos financieros y materias primas cotizadas, los

tipos de cambio, las calificaciones crediticias y los índices sobre ellos y que en el caso de no ser variables financieras no han de ser específicas para una de las partes del 
contrato.
- No requiere una inversión inicial o bien requiere una inversión inferior a la que requieren otro tipo de contratos en los que se podría esperar una respuesta similar

ante cambios en las condiciones de mercado.
- Se liquida en una fecha futura.

Asimismo, la norma sobre instrumentos financieros es aplicable en el tratamiento de las coberturas contables y de las transferencias de activos financieros, tales como los descuentos comerciales, operaciones de “factoring” y cesiones temporales y titulizaciones de activos financieros.

## Categorización
Los instrumentos financieros se pueden clasificar por la forma, dependiendo de si son instrumentos en efectivo o instrumentos derivados.
Por otra parte, los instrumentos financieros se pueden clasificar por clase de activos, dependiendo de si son basados en equidad (lo que refleja la propiedad de la entidad emisora) o basados en la deuda (lo que refleja un préstamo que el inversor ha hecho a la entidad emisora). Si se trata de la deuda, puede subdividirse en a corto plazo (menos de un año) o a largo plazo.
Los Instrumentos de divisas  y las transacciones no están basadas ni en la deuda, ni en la equidad y pertenecen en su propia categoría.

## Instrumento de medición financiero Ganancia o Pérdida
El siguiente cuadro muestra la forma de medir la ganancia o pérdida de un instrumento financiero:
| Tipo de instrumento |                                                 |                                      |                                                                  |
| Tipo de instrumento | Categorías                                      | Medida                               | Ganancias y pérdidas                                             |
| ------------------- | ----------------------------------------------- | ------------------------------------ | ---------------------------------------------------------------- |
| Pasivos             | Préstamos y créditos                            | Coste amortizado                     | Ingreso neto cuando el activo se deja de reconocer o se estropea |
| Activos             | Disponible para la venta de activos financieros | Depósito en cuenta - Valor razonable | Otro resultado global                                            |